# Hartland Point
Hartland Point är en udde i Storbritannien.   Den ligger i grevskapet Devon och riksdelen England, i den södra delen av landet, 300 km väster om huvudstaden London.
Terrängen inåt land är platt. Havet är nära Hartland Point åt nordväst. Runt Hartland Point är det ganska tätbefolkat, med 62 invånare per kvadratkilometer. Närmaste större samhälle är Clovelly, 9,2 km öster om Hartland Point. Trakten runt Hartland Point består i huvudsak av gräsmarker.